# Zéro
Cette page contient des caractères spéciaux ou non latins. S’ils s’affichent mal (▯, ?, etc.), consultez la page d’aide Unicode.
Pour les articles homonymes, voir Zéro (homonymie).
Zéro est un chiffre et un nombre. Son nom a été emprunté en 1485 à l’italien zero, contraction de zefiro, issu du latin médiéval zephirum, qui représente une transcription de l’arabe ṣĭfr (صفر), le vide (qui en français a également donné chiffre). Le zéro est noté sous forme d’une figure fermée simple : 0.
En tant que chiffre, il est utilisé pour « garder le rang » et marquer une position vide dans l’écriture des nombres en notation positionnelle.
En tant que nombre, zéro est un objet mathématique permettant d’exprimer une absence comme une quantité nulle : c'est le nombre d'éléments de l’ensemble vide. Il est le plus petit des entiers positifs ou nuls. Ses propriétés arithmétiques particulières, notamment l’impossibilité de la division par zéro, impliquent parfois de traiter son cas à part. Il sépare les nombres réels en positifs et négatifs et tient lieu d’origine pour repérer des points sur la droite réelle.
En algèbre, 0 est souvent utilisé comme symbole pour désigner l’élément neutre pour l’addition dans la plupart des groupes abéliens et en particulier dans les anneaux, corps, espaces vectoriels et algèbres, parfois sous le nom d’élément nul. Il est aussi l'élément absorbant pour la multiplication.
Les Babyloniens ont utilisé les premiers, un peu plus de 200 ans av. J.-C., une forme de chiffre zéro à l’intérieur d’un nombre (par exemple : 304) mais jamais à droite du nombre, ni à gauche. C’est l’Inde qui perfectionne la numération décimale. Elle n’utilise pas seulement le zéro comme notation à la manière babylonienne, mais aussi comme un nombre avec lequel opérer. La notion et la notation indienne du zéro sont ensuite empruntées par les mathématiciens arabes qui les ont transmises à l'Europe.
Il faut noter la place particulière des Mayas, seuls arithméticiens de l’Antiquité à définir deux zéros, l’un cardinal, l’autre ordinal, comme l’illustre le verso de la plaque de Leyde.

## Histoire

### Zéro en tant qu'absence d'élément
L'une des premières apparitions d'un symbole pour indiquer l'absence de tout élément se trouve dans l'Ashtadhyayi, traité de grammaire en sanskrit attribué au grammairien Pāṇini et rédigé au plus tard au IVe siècle av. J.-C. La plupart des formes nominales du sanskrit peuvent être représentées par des segments phonétiques réels selon la séquence racine + suffixe de thème + suffixe flexionnel. Certaines des formes nominales échappent cependant à cette règle. Ainsi le mot bajham (« partage ») est formé de la racine bajh- et du suffixe flexionnel -am sans faire intervenir de suffixe de thème pour sa formation. L'auteur de l'Ashtadhyayi a choisi d'indiquer son absence en la représentant par un symbole.

### Zéro en tant que chiffre
Les systèmes de numération positionnels sont de bons candidats pour l'apparition du zéro en tant que chiffre. Il est ainsi apparu plusieurs fois dans ceux élaborés par différents peuples et civilisations. Le chiffre zéro n'y est cependant pas nécessaire : des civilisations comme la Chine ou la Mésopotamie s'en sont passé durant des siècles.
Dans la civilisation mésopotamienne, un système sexagésimal de position apparaît dès le XXIe siècle av. J.-C.. Ce système n'utilisait pas de zéro, ni pour indiquer l'ordre de grandeur, puisqu'ils travaillaient sur un système apparenté à la virgule flottante ni pour indiquer une absence au sein de la numération où d'autres moyens étaient utilisés comme l'espacement. La première apparition du zéro en Mésopotamie semble remonter au IIIe siècle av. J.-C., à l’époque des Séleucides. Il n’était cependant pas utilisé dans les calculs et ne servait que comme chiffre (marquage d’une position vide dans le système de numération mésopotamienne). Ignoré par les Romains, il fut repris et mieux utilisé encore par les astronomes grecs.
Les inscriptions sur os et écailles (jiaguwen) découvertes dans la région de Anyang, dans l’actuel Henan, à la fin du XIXe siècle, nous apprennent que, dès les XIVe – XIe siècles av. J.-C., les Chinois utilisaient une numération décimale de type « hybride », combinant neuf signes fixes pour les unités de 1 à 9, avec des marqueurs de position particuliers pour les dizaines, centaines, milliers et myriades. Au Ier siècle av. J.-C., en Chine antique, la numération à l'aide de baguettes à calculer utilise des espaces entre les chiffres pour représenter les zéros.[réf. souhaitée] Le zéro s'y rencontre tardivement probablement sous influence babylonienne ou grecque.
Une autre présence concerne le système dont nous sommes toujours héritiers, apparue vraisemblablement dans le monde indien au IIIe siècle ou même avant. La première trace écrite conservée du 0 se trouverait dans le manuscrit de Bakhshali (IIIe ou IVe siècle apr. J.-C.).
L'utilisation d'un zéro positionnel est également avéré dans le système de numération maya, au IVe siècle, qui dispose en outre d'un zéro ordinal.

### En tant que nombre
Son usage moderne, à la fois comme chiffre et comme nombre, est hérité de l’invention indienne des chiffres nagari vers le Ve siècle. Le mot indien désignant le zéro était śūnya (çûnya), qui signifie « vide », « espace » ou « vacant ». Le mathématicien et astronome indien Brahmagupta est le premier à définir le zéro dans son ouvrage Brâhma Siddhânta. Ce mot, d'abord traduit en arabe par « ṣifr », ce qui signifie « vide » et « grain », a ensuite donné en français les mots chiffre et zéro (de par la traduction de sifr en l’italien zephiro, à partir duquel a été formé zevero qui est devenu zero). La graphie du zéro, d’abord un cercle, est inspirée de la représentation de la voûte céleste[réf. nécessaire].
Comme l’indique l’étymologie, son introduction en Occident est consécutive à la traduction de mathématiques arabes, notamment les travaux d’al-Khwârizmî, vers le VIIIe siècle. En 976, Muhammad Ibn Ahmad al-Khwarizmi, dans ses Clés des Sciences suggère — si aucun nombre n'apparait à la place des dizaines — d'employer un petit cercle pour « garder le rang ».
Les chiffres indiens sont importés d’Espagne en Europe chrétienne aux environs de l’an mil. Cette introduction a souvent été attribuée à Gerbert d’Aurillac, devenu pape sous le nom de Sylvestre II. Il est cependant douteux qu'il en ait véritablement été le responsable. Dans tous les cas, le zéro n'est pas encore couramment utilisé en Europe chrétienne, les chiffres indiens servant surtout à marquer les jetons d’abaque de 1 à 9.
Leonardo Fibonacci a une influence déterminante. Il reste plusieurs années à Béjaïa, au Maghreb central (actuelle Algérie), et étudie auprès d’un professeur local. Il voyage également en Grèce, en Égypte, dans le Proche-Orient et confirme l’avis de Sylvestre II sur les avantages de la numération de position. En 1202, il publie le Liber abaci, recueil qui rassemble pratiquement toutes les connaissances mathématiques de l’époque et qui, malgré son nom, enseigne à calculer sans abaque.
Dans son ouvrage Zéro, la biographie d'une idée dangereuse, Charles Seife explique en quoi le zéro a permis la compréhension de nombreux concepts dans plusieurs domaines en plus des mathématiques, notamment la thermodynamique et la mécanique quantique ; entre autres, les travaux de Isaac Newton, Gottfried Wilhelm Leibniz, Richard Swineshead et Nicole Oresme à propos des suites mathématiques, lient étroitement zéro avec l'infini.

### Les deux zéros des Mayas
| Signe | Sens                |
| ----- | ------------------- |
|       | 0 ordinal : dates   |
|       | 0 cardinal : durées |

Le zéro est utilisé par les Mayas durant le Ier millénaire, comme chiffre dans leur système de numération de position, comme nombre et comme ordinal dans le calendrier, où il correspond à l’introduction des mois. Sylvanus Morley a confondu ces deux utilisations dans une transcription unique, négligeant le fait qu’il s’agit de deux concepts et de deux zéros différents : l’un correspond à un zéro ordinal des dates, l’autre est un zéro cardinal des durées, jamais confondus dans leurs usages par les scribes.

## Biologie

### Perception animale du nombre zéro
Des tests appropriés permettent d'évaluer la capacité des animaux à compter, à évaluer si un nombre est plus grand qu'un autre, et même à considérer le zéro (l'absence d'items) comme un nombre inférieur aux autres. Cette capacité a été démontrée chez les gris du Gabon, chez les singes rhésus et chez les abeilles domestiques.

### Les neurones du zéro
On a montré chez l'Homme que certains neurones réagissent spécifiquement à la pensée du chiffre zéro, et d'autres à la notion de vide ou de « rien ».

## Graphies actuelles
La graphie « 0 » n’est pas la seule utilisée dans le monde ; un certain nombre d’écritures — particulièrement celles des langues du sous-continent indien, du sud-est asiatique et d'extrême orient — utilisent des graphies différentes.
| Écriture         | Chiffre |
| ---------------- | ------- |
| Arabe occidental | 0       |
| Arabe oriental   | ٠       |
| Alphabet persan  | ۰       |
| Bengalî          | ০       |

| Écriture   | Chiffre |
| ---------- | ------- |
| Birman     | ၀       |
| Devanagari | ०       |
| Gujarati   | ૦       |
| Gurmukhî   | ੦       |
| Kannara    | ೦       |

| Écriture                                            | Chiffre |
| --------------------------------------------------- | ------- |
| Khmer                                               | ໐       |
| Malayalam                                           | ൦       |
| Mongol bichig et dérivées mongoliques et toungouses | ᠐       |
| Oriya                                               | ୦       |
| Tamoul                                              | ௦       |
| Télougou                                            | ౦       |

| Écriture                     | Chiffre |
| ---------------------------- | ------- |
| Thaï                         | ๐       |
| Tibétain                     | ༠       |
| Sinogramme, version simple   | 〇      |
| Sinogramme, version complexe | 零      |

Voici le zéro en affichage à sept segments :

On utilise des conventions typographiques comme le zéro barré ou le zéro pointé afin d'éviter de confondre ce chiffre avec d'autres glyphes.

## Utilisations
Il est aujourd’hui à la base du système de mesure de la température :
- 0 °C : température du passage de l’eau de l’état solide (glace) à l’état liquide, à une pression ambiante de 1 013 hPa dans le système Celsius;
- 0 K : zéro absolu, température la plus basse possible (−273,15 °C), pour laquelle l’énergie rotationnelle[Quoi ?], vibrationnelle et cinétique des molécules est nulle.

Il n’y a pas d’année zéro dans le calendrier grégorien. En effet, l’usage du nombre 0 en Europe est postérieur à la création de l’anno Domini par Denys le Petit au VIe siècle. Cependant pour simplifier les calculs d’éphémérides, les astronomes définissent une année 0 qui correspond à l’année -1 des historiens, l’an -1 des astronomes correspondant à l’an -2 des historiens et ainsi de suite.
C’est ainsi que le IIIe millénaire et le XXIe siècle ont commencé le 1er janvier 2001.
Minuit peut se noter 00:00.
Dans de nombreux langages de programmation (tels le C ou le Python), l'indexation s'effectue à partir de 0 (en) et non de 1.
La raison en est que la numérotation d’éléments stockés de façon continue dans une zone de stockage (disque, mémoire, etc.) se fait par décalage par rapport à une adresse de début : le premier élément est celui au début de la zone (+ 0), le second élément est le suivant (+ 1), etc. L'indexation à partir de 1, encore utilisée par certains logiciels (comme MATLAB), est la source de nombreuses erreurs de programmation.

## Le zéro comme notation des bases 2, 8, 10, 16…
Dans la base dix que l’on utilise, le chiffre le plus à droite indique les unités, le deuxième chiffre indique les dizaines, le troisième les centaines, le quatrième les milliers…
Le zéro joue donc un rôle particulier dans le système arithmétique positionnel quel qu’il soit.
L’usage de la base dix, en provenance de l’Inde, s’est imposé en France par rapport à d’autres bases, par exemple 12 et 60 qui étaient utilisées dans certaines civilisations, le système vicésimal ayant laissé des traces dans la langue française, et le système duodécimal des modes de calcul chez les Britanniques.
Lorsqu’il y a des unités résiduelles, par exemple dans trente-deux (32), le chiffre des unités (2) permet de comprendre que l’autre chiffre (3) indique les dizaines.
Si l’on a un nombre entier de dizaines (par exemple trois dizaines, trente), il n’y a pas d’unité résiduelle. Il faut donc un caractère qui permette de marquer que le 3 correspond aux dizaines, et ce caractère est le 0 ; c’est ainsi que l’on comprend que « 30 » signifie « trois dizaines ».
On aurait pu utiliser n’importe quel autre caractère, par exemple un point ; ainsi, deux-cent trois se noterait « 2.3 ».
L’utilisation d’un caractère « bouche-trou » remonte à la numération mésopotamienne, comme indiqué ci-dessus, mais il ne s’agit pas du concept d’« absence de quantité », il s’agit juste d’une commodité de notation. Dans la numération romaine, cet artifice n’est pas utile puisque les unités (I, V), les dizaines (X, L), les centaines (C, D) et les milliers (M) sont notés avec des caractères différents. En contrepartie, la notation de nombres supérieurs à 8 999 devient problématique et les reconnaissances de structures pour le calcul mental rapide bien plus pénibles.

## Le zéro comme absence de quantité
Le fait d’exprimer l’absence de quantité par un nombre n’est pas une évidence en soi. L’absence d’un objet s’exprime par la phrase « il n’y en a pas » (ou « plus »).
Les nombres sont déjà une abstraction : on ne s’intéresse pas à la qualité d’un objet, mais uniquement à sa quantité, sa dénombrabilité (le fait que des objets soient similaires mais distincts). Le zéro décrit le concept abstrait du déni ou de l'absence de quantité.
Lorsque l’on additionne ou multiplie deux nombres, on peut rationaliser l'opération comme un regroupement de deux tas d’objets semblables, deux troupeaux, etc. Cette image ne tient plus lorsque l’on manipule le zéro.
L’invention du zéro a permis l’invention des nombres négatifs.

## Propriétés arithmétiques et algébriques
Zéro est le premier nombre entier naturel, dans l'ordre usuel.
Il est divisible par tout autre entier relatif.
Pour tout nombre réel (ou complexe) {\displaystyle a} :
- a + 0 = 0 + a = a (0 est élément neutre pour l’addition) ;
- a × 0 = 0 × a = 0' (0 est élément absorbant pour la multiplication) ;
- si a ≠ 0 alors a0 = 1 ;
- 00 est considéré tantôt comme égal à 1 (en algèbre et en théorie des ensembles)[26], tantôt comme indéfini pour l'évaluation des limites en analyse (c’est une forme indéterminée du calcul des limites) ;
- la factorielle de 0 est égale à 1 ;
- a + (–a) = 0 ;
- a/0 est non défini (voir article division par zéro) ;
- 0/0 non défini, en remarquant toutefois que le calcul dx/dy lorsque les deux valeurs tendent vers zéro est la base du calcul différentiel ;
- Pour tout entier n > 0, la racine n-ième de 0 est égale à 0 ;
- Zéro est le seul nombre qui est à la fois réel, positif, négatif et imaginaire pur.

### Usage étendu dezéroen mathématiques
- Zéro est l’élément neutre dans un groupe abélien muni de la loi + ou l’élément neutre pour l’addition dans un anneau.
- Un zéro d’une fonction est un point dans le domaine de définition de la fonction dont l’image par la fonction est zéro ; aussi appelé racine, surtout dans le cas d’une fonction polynomiale. Voir zéro (analyse complexe).
- En géométrie, la dimension d’un point est 0.
- En topologie, la dimension topologique de l’ensemble de Cantor est 0, quoiqu’il ait une dimension de Hausdorff non nulle.
- En géométrie analytique, 0 a pour nom l’origine, notée aussi O (un cas où l’ambiguïté est bénigne).
- Le concept de « presque impossible » en probabilité.
- Une fonction nulle est une fonction qui ne prend que la valeur 0. Un morphisme nul est une fonction nulle particulière. Une fonction nulle est l’élément neutre dans un groupe additif de fonctions.
- Zéro est l’une des trois valeurs prises par la fonction de Möbius. Appliquée à un entier x2 ou x2y, la fonction de Möbius retournera zéro.
- C’est un nombre de Pell.

### Radiographie
- « Zéro : dans l'ombre des nombres » , Eurêka ! , France Culture, 12 aout 2021.

### Vidéographie
- [vidéo] La longue histoire du zéro sur Futura sciences.